# Leonel Álvarez
Leonel de Jesús Álvarez Zuleta, mais conhecido como Leonel Álvarez (Remedios, 30 de julho de 1965) e um ex-futebolista colombiano, atualmente treinador de futebol.

## Carreira
Álvarez começou no Independiente Medellín e passou por Atlético Nacional, América de Cali, Valladolid, retornou para o América de Cali, Dallas Burn, Veracruz, retorna novamente para o Dallas Burn, New England Revolution, Deportivo Pereira e  Deportes Quindío. além de ter disputado a Copas do Mundo de 1990 e 1994, pela Colômbia.

## Treinador
Em seguida, inicia a carreira de treinador no Independiente Medellín e em agosto de 2011, foi efetivado como treinador da Seleção Colombiana, para o lugar de Hernán Darío Gómez ficando até o final do mesmo ano.

## Títulos

### Como jogador
Atlético Nacional
- Copa Libertadores da América: 1989
- Copa Interamericana: 1990

América de Cali
- Campeonato Colombiano: 1992

### Como treinador
Independiente Medellín
- Campeonato Colombiano: 2009, 2016

Deportivo Cali
- Superliga Colombiana: 2014

Cerro Porteño
- Campeonato Paraguaio: 2017